# Dorothy Gulliver
Dorothy Kathleen Gulliver (6 de septiembre de 1908-23 de mayo de 1997) fue una actriz cinematográfica estadounidense, estrella del cine mudo.

## Resumen biográfico
Nacida en Salt Lake City, Utah, fue una de las pocas estrellas en hacer una transición con éxito del cine mudo al cine sonoro. 
En 1928 fue elegida como una de las "WAMPAS Baby Stars". Gulliver fue parte del reparto de la serie de filmes mudos The Collegians, a finales de los años veinte, y también rodó algunos seriales mudos con William Desmond, Jack Hoxie y Hoot Gibson. Con el inicio del cine sonoro, se convirtió en una popular heroína de los "cliffhanger" de los años treinta, incluyendo The Galloping Ghost, Phantom of the West, The Shadow of the Eagle (La sombra del águila), The Last Frontier, y Custers Last Stand (1936). Sus compañeros de rodaje fueron a menudo Rex Lease, Tim McCoy, Jack Hoxie, y Wild Bill Elliott. 
Su carrera prácticamente quedó finalizada a mediados de los años cuarenta. 
Estuvo casada con Chester De Vito; y, Jack R. Proctor. Falleció en San Diego (California) en 1997.